# 英格蘭的名譽郡
名譽郡（英語：Ceremonial county），正式名称是因郡尉制而設的郡（County for the purposes of the lieutenancies），為英格蘭的地域劃分。英國君主可於各郡中會委任一郡尉，作爲君主在該郡的代表。名譽郡其並非英格蘭行政區劃一部分，但仍為現行法律中有關英格蘭的郡的定義之一（另一定義即為用以設立地方政府的都會郡及非都會郡）。
司法郡（英語：Shrieval county）的邊界及性質與名譽郡相同，君主可於各郡中委任一郡長，作爲君主在該郡的司法代表。
《1997年郡尉職權法令》定義了名譽郡的邊界，而《1887年郡長職權法令》則定義了司法郡的邊界——兩者都被定義為不同都會郡和非都會郡的組合。

## 歷史

1885至1965年間的地理郡

歷史上郡起初被用作劃分地域，由郡長負責組織民兵及執行法律。各郡亦設有四季法院（處理各郡行政事務及負責裁判輕微罪行）。巡迴審判庭亦以各郡劃分管轄區域。郡長有關組織民兵的職能從都鐸時期起改由郡尉承擔。
自從中世紀開始部分市鎮獲授法人地位，得以從獨立於原隸屬的司法郡之外，自行任命鎮長及設立四季法院。雖然理論上這些市鎮法人亦可自行任命郡尉，但現時除了倫敦市之外，所有市鎮法人都與其原隸屬的郡共同擁有同一位郡尉。倫敦市的郡尉則交由市長領導的郡尉委員會負責。《1882年民兵法令》正式確立任命郡尉至各司法郡及從其獨立出來的自治市鎮的做法。
郡尉組織民兵的職權於1871年廢止，並在1921年廢止其徵召壯丁參與戰鬥之權力。郡尉一職及後便成爲純屬名譽性質的虛銜，僅負責在該郡代表君主出席官方活動。
歷史上名譽郡撇除自治市鎮後的邊界即與司法郡相對應——約克郡為唯一例外。儘管約克郡全境為一司法郡（設一位郡長），但名譽郡則從1660年起依其傳統分區分爲東、北、及西約克郡。
1888年的《地方政府法令》增設了行政郡作爲英格蘭的一級行政區劃，各行政郡並在1889年設立了經由選舉產生的郡議會，負責各司法郡原四季法院的行政職能。部分大郡的四季法院並非管轄全郡，而只負責郡内分區（如林肯郡的三區），相對應的行政郡及郡議會故而只管轄相對應之郡區。法令亦授予部分市鎮郡自治市鎮地位，擁有獨立於原隸屬的郡之外的自治市鎮議會。大部分市鎮法人亦獲授郡自治市鎮地位，但部分較小的市鎮法人（如特威德河畔贝里克及利奇菲爾德）則併入原隸屬的行政郡。地方政府改革後部分名譽郡及司法郡之疆域包括數個行政郡及郡自治市鎮在內。
這段時期中英格蘭同時擁有因郡長制及司法制度而設的司法郡、因郡尉制而設的名譽郡，以及負責地方行政職能的行政郡及郡自治市鎮。《地方政府法令》使用「全郡」（entire county）一詞描述司法郡疆域内的全體行政郡及郡自治市鎮，而地形測量局則使用「地理郡」（geographical county）一詞來描述各類郡中定義之疆域最廣之郡——除了約克郡（採用司法郡之定義）及倫敦郡（採用行政郡之定義）外地理郡之疆域均與名譽郡等同。
四季法院及巡迴審判庭在1972年被廢除，司法郡之職能轉移至新成立的皇室法院（但郡長任命並未因而中止）。1974年的地方政府改革廢除了原有的行政郡及郡自治市鎮制度（市鎮法人地位亦同時被廢），名譽郡及司法郡之邊界也重新調整至兩者一樣，並改用新設的都會郡和非都會郡來定義。原先全境為一司法郡的約克郡也被拆分成東、北、南，及西約克郡名譽/司法郡。

1974至1996年間的名譽郡（圖中未顯示倫敦市）

1992年設立的英格蘭地方政府委員會針對英格蘭的地方政府架構，建議廢除部分非都會郡而改設單一管理區（法律上視作為下轄單一分區的非都會郡）。僅僅成立了18年的雅芳、克利夫蘭，及亨伯賽德郡在1996年4月1日率先被裁撤。為了避免名譽郡及司法郡因架構變動而變動過大，兩者之法律定義均在同日修訂爲不同都會郡和非都會郡的組合，即恢復1974年前的邊界定義。
1997年的《郡尉職權法令》整合了1996年的架構變動，並定明除了特定名譽郡外其餘名譽郡均沿用都會郡和非都會郡的邊界。當赫里福德、拉特蘭、及伍斯特郡在1997年及1998年重設時，國會並未對《郡尉職權法令》做出修訂，確保三者亦同時為名譽郡。1998年迄今名譽郡及司法郡的管轄範圍並沒出現重大變更，但部分名譽郡邊界則因新單一管理區的出現而重新定義。
法律中各郡尉轄區全稱爲「因郡尉制而設的郡」（County for the purposes of the lieutenancies），但指代各轄區的通稱「名譽郡」從1996年起已在國會辯論中出現。

## 司法郡
與《1997年郡尉職權法令》類似，經修訂後的《1887年郡長職權法令》定明司法郡的邊界除個別特定司法郡外，皆與各都會郡和非都會郡相同。君主可於各司法郡中委任一郡長（倫敦市除外，其擁有兩位郡長）。

## 定義
《1997年郡尉職權法令》定義「因郡尉制而設的郡」為各都會郡和非都會郡（依經修訂後的《1972年地方政府法令》所設）、大倫敦及錫利群島（兩者均不屬於1972年法令之內）之組合。這些郡一般通稱為「名譽郡」，儘管該詞未曾在法令中出現。這些郡的具體定義均列於法令附表一第二至五段（曾於2009年、2019年，及2023年進行修訂）。一般而言，當政府設立新的非都會郡時，《郡尉職權法令》都會隨而進行修訂，以根據新設非都會郡重新定義現時的名譽郡。1998年至今名譽郡之實際管轄範圍未曾改變。

### 1998年至今的名譽郡
現時英格蘭共有48個因郡尉制而設的郡（名譽郡），如下列所示：
| 郡名       | 人口 (2022年中估計) | 面積         | 面積         | 人口密度          | 人口密度          | 組成 都會郡和非都會郡 （包括單一管理區）                                        |
| 郡名       | 人口 (2022年中估計) | （平方公里） | （平方英里） | （人口/平方公里） | （人口/平方英里） | 組成 都會郡和非都會郡 （包括單一管理區）                                        |
| ---------- | ------------------- | ------------ | ------------ | ----------------- | ----------------- | ------------------------------------------------------------------------------- |
| 貝德福德郡 | 715,940             | 1,235        | 477          | 580               | 1,500             | 貝德福德區、中央貝德福德郡，及卢顿                                              |
| 伯克郡     | 958,803             | 1,262        | 487          | 760               | 2,000             | 布拉克內爾森林、雷丁、斯勞、西伯克郡、溫莎-梅登黑德，及禾京咸                   |
| 布里斯托爾 | 479,024             | 110          | 42           | 4,368             | 11,310            | 布里斯托                                                                        |
| 白金漢郡   | 852,589             | 1,874        | 724          | 455               | 1,180             | 白金漢郡及米爾頓凱恩斯                                                          |
| 劍橋郡     | 906,814             | 3,390        | 1,310        | 268               | 690               | 劍橋郡及彼得堡                                                                  |
| 柴郡       | 1,108,765           | 2,346        | 906          | 473               | 1,230             | 車士打郡東、柴郡西-切斯特 、霍爾頓，及窩寧頓                                    |
| 倫敦市     | 10,847              | 2.89         | 1.12         | 3,753             | 9,720             | 倫敦市                                                                          |
| 康沃爾     | 577,694             | 3,562        | 1,375        | 162               | 420               | 康瓦爾郡及錫利群島                                                              |
| 坎布里亞   | 503,033             | 6,768        | 2,613        | 74                | 190               | 金巴倫及威斯特摩蘭-弗內斯                                                       |
| 德比郡     | 1,066,954           | 2,625        | 1,014        | 406               | 1,050             | 打比郡及打比                                                                    |
| 德文       | 1,232,660           | 6,707        | 2,590        | 184               | 480               | 德雲、普利茅夫，及托貝                                                          |
| 多塞特     | 785,172             | 2,653        | 1,024        | 296               | 770               | 多實及般尼茅夫-克賴斯特徹奇-普爾                                                |
| 達勒姆郡   | 872,075             | 2,676        | 1,033        | 326               | 840               | 杜倫郡、達靈頓、哈特爾浦，及位處蒂斯河以北的蒂斯河畔斯托克頓部分                |
| 东约克郡   | 615,161             | 2,475        | 956          | 249               | 640               | 約郡東瑞丁及侯城                                                                |
| 東薩塞克斯 | 828,685             | 1,791        | 692          | 463               | 1,200             | 東修適士及白禮頓-荷甫                                                           |
| 埃塞克斯   | 1,877,301           | 3,664        | 1,415        | 512               | 1,330             | 雅息士、濱海修安，及瑟羅克                                                      |
| 格洛斯特郡 | 947,174             | 3,150        | 1,220        | 301               | 780               | 告羅士打郡及南告羅士打郡                                                        |
| 大倫敦     | 8,855,333           | 1,569        | 606          | 5,643             | 14,620            | 無（參見倫敦各自治市鎮）                                                        |
| 大曼徹斯特 | 2,911,744           | 1,276        | 493          | 2,282             | 5,910             | 大曼徹斯特                                                                      |
| 漢普郡     | 1,877,917           | 3,769        | 1,455        | 498               | 1,290             | 衡州郡、樸茨茅夫，及修咸頓                                                      |
| 赫里福德郡 | 188,719             | 2,180        | 840          | 87                | 230               | 赫里福德郡                                                                      |
| 赫特福德郡 | 1,204,588           | 1,643        | 634          | 733               | 1,900             | 赫特福德郡                                                                      |
| 懷特島     | 140,794             | 380          | 150          | 371               | 960               | 懷特島                                                                          |
| 肯特       | 1,875,893           | 3,738        | 1,443        | 502               | 1,300             | 肯特及蜜惠                                                                      |
| 蘭開夏     | 1,550,490           | 3,066        | 1,184        | 506               | 1,310             | 布力般-達文、黑池，及蘭開郡                                                     |
| 萊斯特郡   | 1,095,554           | 2,156        | 832          | 508               | 1,320             | 萊斯特郡及李斯特                                                                |
| 林肯郡     | 1,103,320           | 6,977        | 2,694        | 158               | 410               | 林肯郡、北林肯郡及東北林肯郡                                                    |
| 默西賽德   | 1,442,081           | 652          | 252          | 2,211             | 5,730             | 默西賽德                                                                        |
| 諾福克     | 925,299             | 5,384        | 2,079        | 172               | 450               | 諾福克                                                                          |
| 北約克郡   | 1,172,860           | 8,654        | 3,341        | 136               | 350               | 米杜士堡、北約郡、雷德卡-克利夫蘭、約克，及位處蒂斯河以南的蒂斯河畔斯托克頓部分 |
| 北安普敦郡 | 792,421             | 2,364        | 913          | 335               | 870               | 北諾咸頓郡及西諾咸頓郡                                                          |
| 諾森伯蘭   | 324,362             | 5,020        | 1,940        | 65                | 170               | 諾森伯蘭                                                                        |
| 諾丁漢郡   | 1,163,335           | 2,159        | 834          | 539               | 1,400             | 諾定咸郡及諾定咸                                                                |
| 牛津郡     | 738,276             | 2,605        | 1,006        | 283               | 730               | 牛津郡                                                                          |
| 拉特蘭     | 41,151              | 382          | 147          | 108               | 280               | 拉特蘭                                                                          |
| 什羅普郡   | 516,049             | 3,488        | 1,347        | 148               | 380               | 史樂郡及特爾福德-雷金                                                           |
| 薩默塞特   | 991,615             | 4,170        | 1,610        | 238               | 620               | 巴芙-東北森麻實、北森麻實，及森麻實                                             |
| 南約克郡   | 1,392,105           | 1,552        | 599          | 897               | 2,320             | 南約克郡                                                                        |
| 斯塔福德郡 | 1,146,249           | 2,714        | 1,048        | 422               | 1,090             | 施他佛郡及特倫特河畔史篤                                                        |
| 薩福克     | 768,555             | 3,800        | 1,500        | 202               | 520               | 薩福克                                                                          |
| 薩里       | 1,214,540           | 1,663        | 642          | 731               | 1,890             | 薩里                                                                            |
| 泰恩-威爾  | 1,141,795           | 540          | 210          | 2,115             | 5,480             | 泰恩-威爾                                                                       |
| 沃里克郡   | 607,604             | 1,975        | 763          | 308               | 800               | 沃里克郡                                                                        |
| 西米德蘭茲 | 2,953,816           | 902          | 348          | 3,276             | 8,480             | 西米德蘭茲                                                                      |
| 西薩塞克斯 | 892,336             | 1,991        | 769          | 448               | 1,160             | 西薩塞克斯                                                                      |
| 西約克郡   | 2,378,148           | 2,029        | 783          | 1,172             | 3,040             | 西約克郡                                                                        |
| 威爾特郡   | 751,542             | 3,485        | 1,346        | 216               | 560               | 史雲頓及威爾特郡                                                                |
| 伍斯特郡   | 609,216             | 1,741        | 672          | 350               | 910               | 伍斯特郡                                                                        |

## 地理郡（1889年—1974年）
1888年的《地方政府法令》通過後，英格蘭便同時有因郡長制及司法制度而設的司法郡、因郡尉制而設的名譽郡，以及負責地方行政職能的行政郡及郡自治市鎮。1888年的法令使用「全郡」（entire county）一詞描述司法郡疆域内的全體行政郡及郡自治市鎮，而地形測量局則使用「地理郡」（Geographical county）一詞來描述各類郡中定義之疆域最廣之郡。
約克郡境內依其傳統分區分爲三個名譽郡，但整體為一司法郡，設一位郡長，故地形測量局將其整體視為一個地理郡。
四季法院及巡迴審判庭在1972年被廢除，司法郡失去其司法職能。儘管如此，郡長任命並未因而終止。而部分市鎮擁有法人地位，亦繼續自行任命鎮長。除了倫敦市擁有其郡尉之外，所有市鎮法人都涵蓋於更大的名譽郡當中。
地理郡之邊界在1889年至1965年間相對穩定，只偶爾出現變更。較大的變動是《1894年地方政府法令》，該法令規定民政教區和區不得橫跨數郡。
名譽郡及司法郡的疆域在1889年至1974年被定義為數個行政郡及郡自治市鎮之組合，因此絕大部分情況會因行政郡或郡自治市鎮的疆域出現變動而隨著自動變更。歷史上只出現兩次例外——大雅茅斯作爲郡自治市鎮從1889年成立起橫跨諾福克及薩福克兩郡，至1891年全境併入諾福克郡；斯托克波特作爲郡自治市鎮一直橫跨柴郡及蘭開夏，1956年其全境併入蘭開夏司法郡，但依名譽郡劃分則繼續橫跨兩郡直到1974年併入蘭開夏名譽郡。

### 1885—1965年間英格蘭各地理、司法、名譽、行政郡，及郡自治市鎮
| 地理郡       | 司法郡 市鎮法人                                   | 名譽郡        | 行政郡 郡自治市鎮 |
| ------------ | ------------------------------------------------- | ------------- | --- |
| 貝德福德郡   | 貝德福德郡                                        | 貝德福德郡    | 貝德福德郡 - 盧頓（1964年後） |
| 伯克郡       | 伯克郡                                            | 伯克郡        | 伯克郡 - 雷丁 |
| 白金漢郡     | 白金漢郡                                          | 白金漢郡      | 白金漢郡 |
| 劍橋郡       | 劍橋郡                                            | 劍橋郡        | 劍橋郡 伊利島 |
| 柴郡         | 柴郡 - 切斯特                                     | 柴郡          | 柴郡 - 伯肯黑德 - 切斯特 - 斯托克波特 - 沃拉西（1913年後） |
| 康沃爾       | 康沃爾                                            | 康沃爾        | 康沃爾 锡利群岛 |
| 坎伯蘭       | 坎伯蘭                                            | 坎伯蘭        | 坎伯蘭 - 卡萊爾（1915年後） |
| 德比郡       | 德比郡                                            | 德比郡        | 德比郡 - 德比 |
| 德文         | 德文 - 埃克塞特                                   | 德文          | 德文 - 德文港（直至1914年） - 埃克塞特 - 普利茅斯 |
| 多塞特       | 多塞特 - 普爾                                     | 多塞特        | 多塞特 |
| 達勒姆郡     | 達勒姆郡                                          | 達勒姆郡      | 達勒姆郡 - 达灵顿（1915年後） - 蓋茨黑德 - 南希尔兹 - 桑德兰 - 西哈特爾浦（1902年後） |
| 埃塞克斯     | 埃塞克斯                                          | 埃塞克斯      | 埃塞克斯 - 伊斯特漢姆（1915年後） - 濱海紹森德（1914年後） - 西漢姆 |
| 格洛斯特郡   | 格洛斯特郡 - 布里斯托尔 - 格洛斯特                | 格洛斯特郡    | 格洛斯特郡 - 布里斯托尔 - 格洛斯特 |
| 漢普郡       | 漢普郡 - 南安普敦                                 | 漢普郡        | 漢普郡 怀特岛（1890年後） - 伯恩茅斯（1900年後） - 朴茨茅斯 - 南安普敦 |
| 赫里福德郡   | 赫里福德郡                                        | 赫里福德郡    | 赫里福德郡 |
| 赫特福德郡   | 赫特福德郡                                        | 赫特福德郡    | 赫特福德郡 |
| 亨廷登郡     | 亨廷登郡                                          | 亨廷登郡      | 亨廷登郡 |
| 肯特         | 肯特 - 坎特伯雷                                   | 肯特          | 肯特 - 坎特伯雷 |
| 蘭開夏       | 蘭開夏                                            | 蘭開夏        | 蘭開夏 - 巴羅因弗內斯 - 布莱克本 - 黑潭（1904年後） - 博尔顿 - 布特爾 - 伯恩利 - 貝里 - 利物浦 - 曼彻斯特 - 奧爾德姆 - 普雷斯顿 - 羅奇代爾 - 聖海倫斯 - 索爾福德 - 紹斯波特（1905年後） - 斯托克波特 - 沃灵顿（1900年後） - 威根 |
| 萊斯特郡     | 萊斯特郡                                          | 萊斯特郡      | 萊斯特郡 - 莱斯特 |
| 林肯郡       | 林肯郡 - 林肯                                     | 林肯郡        | 霍蘭 凱斯蒂文 林齊 - 格里姆斯比 - 林肯 |
| 倫敦郡       | 倫敦郡 - 倫敦市                                   | 倫敦郡 倫敦市 | 伦敦 |
| 米德爾塞克斯 | 米德爾塞克斯                                      | 米德爾塞克斯  | 米德爾塞克斯 |
| 諾福克       | 諾福克 - 諾里奇                                   | 諾福克        | 諾福克 - 大雅茅斯 - 諾里奇 |
| 北安普敦郡   | 北安普敦郡                                        | 北安普敦郡    | 北安普敦郡 彼得伯勒 - 北安普顿 |
| 諾森伯蘭     | 諾森伯蘭 - 特威德河畔贝里克 - 泰恩河畔纽卡斯尔    | 諾森伯蘭      | 諾森伯蘭 - 泰恩河畔纽卡斯尔 - 泰恩茅斯（1904年後） |
| 諾丁漢郡     | 諾丁漢郡 - 諾丁漢                                 | 諾丁漢郡      | 諾丁漢郡 - 诺丁汉 |
| 牛津郡       | 牛津郡                                            | 牛津郡        | 牛津郡 - 牛津（1889年後） |
| 拉特蘭       | 拉特蘭                                            | 拉特蘭        | 拉特蘭 |
| 什羅普郡     | 什羅普郡                                          | 什羅普郡      | 什羅普郡 |
| 薩默塞特     | 薩默塞特                                          | 薩默塞特      | 薩默塞特 - 巴斯 |
| 斯塔福德郡   | 斯塔福德郡 - 利奇菲爾德                           | 斯塔福德郡    | 斯塔福德郡 - 特倫特河畔伯頓（1901年後） - 漢利（直至1910年） - 斯梅西克（1907年後） - 特倫特河畔斯托克（1910年後） - 沃爾索爾 - 西布羅米奇 - 伍爾弗漢普頓                                                                        |
| 薩福克       | 薩福克                                            | 薩福克        | 東薩福克 西薩福克 - 大雅茅斯（一部分，直至1891年） - 伊普斯威奇 |
| 薩里         | 薩里                                              | 薩里          | 薩里 - 克羅伊登 |
| 萨塞克斯     | 萨塞克斯                                          | 萨塞克斯      | 東萨塞克斯 西萨塞克斯 - 布赖顿 - 伊斯特本（1911年後） - 黑斯廷斯 |
| 沃里克郡     | 沃里克郡                                          | 沃里克郡      | 沃里克郡 - 伯明翰 - 考文垂 - 索利赫爾（1964年後） |
| 威斯特摩蘭   | 威斯特摩蘭                                        | 威斯特摩蘭    | 威斯特摩蘭 |
| 威爾特郡     | 威爾特郡                                          | 威爾特郡      | 威爾特郡 |
| 伍斯特郡     | 伍斯特郡 - 伍斯特                                 | 伍斯特郡      | 伍斯特郡 - 達德利 - 伍斯特 |
| 約克郡       | 約克郡 哈倫郡（1962年後） - 赫爾河畔京士頓 - 約克 | 東瑞丁        | 東瑞丁 - 赫爾河畔京士頓 |
| 約克郡       | 約克郡 哈倫郡（1962年後） - 赫爾河畔京士頓 - 約克 | 北瑞丁        | 北瑞丁 - 米德爾斯堡 |
| 約克郡       | 約克郡 哈倫郡（1962年後） - 赫爾河畔京士頓 - 約克 | 西瑞丁        | 諾森伯蘭 - 巴恩斯利（1913年後） - 布拉德福德 - 迪斯伯里（1913年後） - 唐卡斯特（1927年後） - 哈利法克斯 - 哈德斯菲爾德 - 利茲 - 羅瑟勒姆（1902年後） - 谢菲尔德 - 韦克菲尔德（1915年後） - 約克                                  |

1965年的地方政府改革設置了大倫敦和亨廷登-彼得伯勒此兩個名譽郡，並廢除了倫敦郡、米德爾塞克斯和亨廷登郡三郡。相關的郡尉職位亦因而被裁撤。

## 外部連結
- Lieutenancies Act 1997的當今生效版本（包括所有修訂）（官方文本由英國成文法資料庫提供）